# Wereldzadenbank op Spitsbergen

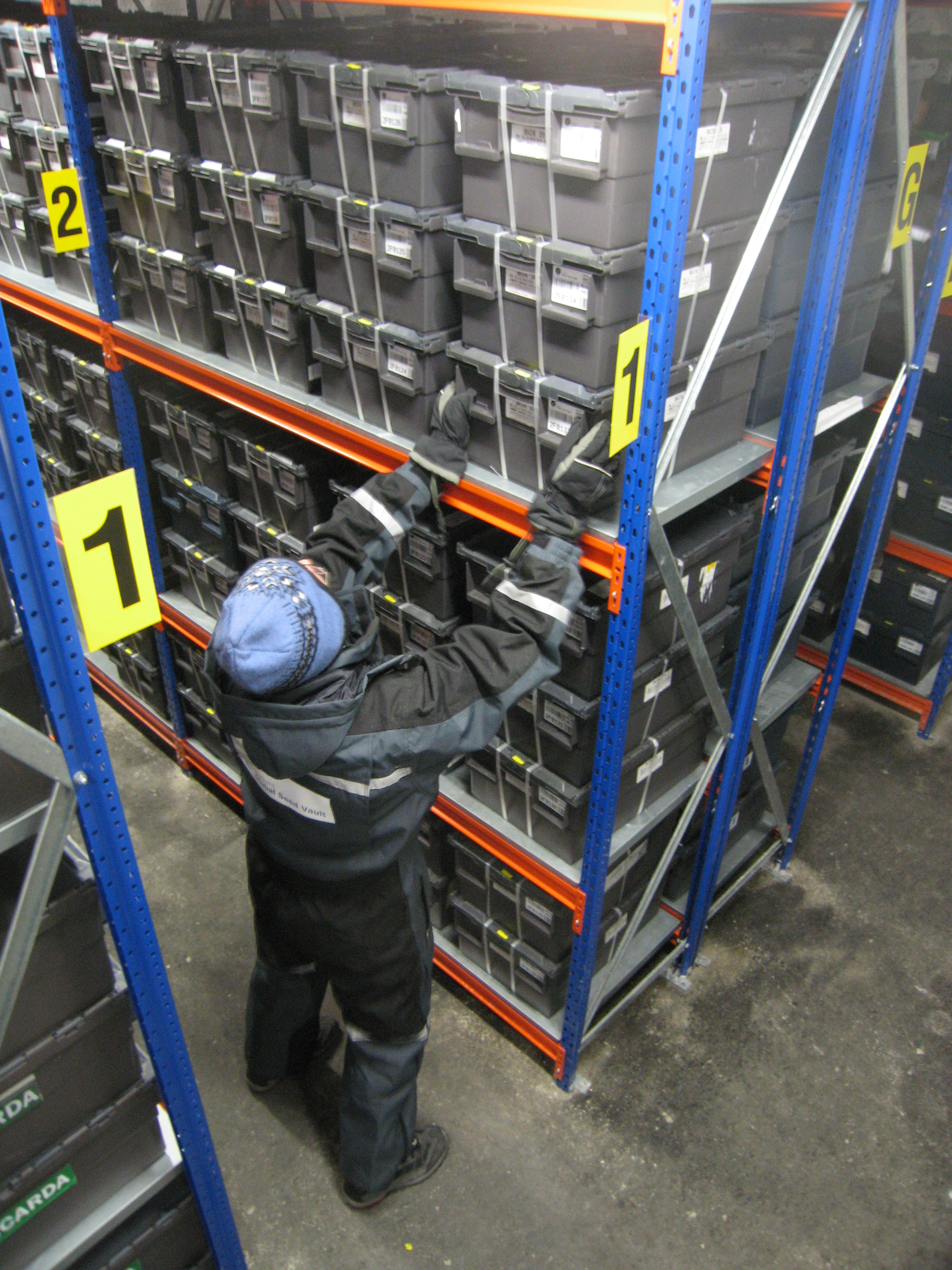
Opslag in de zadenbank

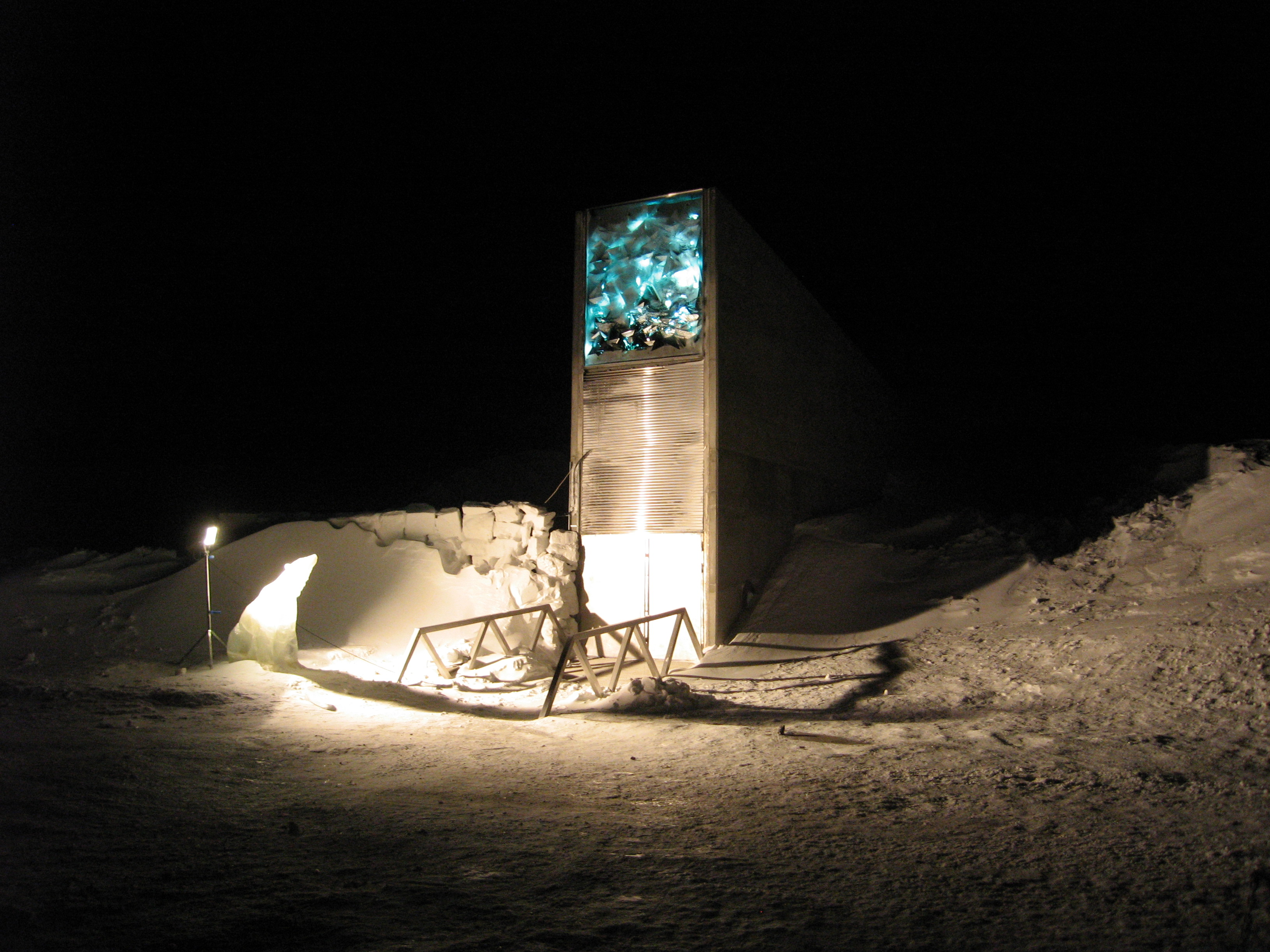
Verlichte kunstinstallatie aan de ingang van de opslagplaats

De wereldzadenbank op Spitsbergen, Engels: Svalbard Global Seed Vault, is een zadenbank op het eiland Spitsbergen. Daar worden plantzaden van zo veel mogelijk plantenrassen opgeslagen, waaronder de zaden van veel voedselgewassen. De wereldzadenbank wordt ook schertsend de ‘ark van Noach’ genoemd. Het opslaan van zaden is voor de belangstellenden gratis.
De zadenbank bevindt zich 120 meter diep in een berg vlak bij de plaats Longyearbyen, op een hoogte van circa 130 meter boven zeeniveau.
Een soortgelijk project voor het bewaren van zaden van wilde planten is het Millennium Seed Bank Project in Engeland.

## Geschiedenis
Sinds 1984 heeft de Nordic Gene Bank kopieën van bevroren zaden uit de Noordse landen opgeslagen in een verlaten kolenmijn op Spitsbergen. Door de jaren heen groeide de collectie aan tot meer dan 10.000 zaadjes voor meer dan 2.000 cultivars van 300 verschillende plantensoorten. Voor een instelling uit Zuid-Afrika voor ontwikkeling werd de verzameling zaadmonsters verveelvoudigd.
De eerste ministers van Noorwegen, Zweden, Finland, Denemarken en IJsland legden op 19 juni 2006 ceremonieel de eerste steen voor de huidige locatie.
Op 1 januari 2008 werd de Nordic Gene Bank een onderdeel van NordGen, het genetisch onderzoekscentrum van de Noordse Landen. Toen werden de zaadmonsters uit zowel de verzameling van de Noordse landen als van Zuid-Afrika naar de nieuwe wereldzadenbank overgebracht. Op 26 februari 2008 vond de officiële opening plaats.
De Noorse regering heeft de kosten van 45 miljoen Noorse kronen voor de bouw van de opslagplaats volledig zelf gedragen. Noorwegen en het Global Crop Diversity Trust staan in voor de operationele kosten. De wereldzadenbank wordt door een groot aantal organisaties gesteund.
Inmiddels zijn er ongeveer 1,5 miljoen verschillende zaadmonsters van landbouwgewassen opgeslagen. De variëteit en het volume opgeslagen zaden zal afhangen van het aantal landen dat deelneemt, er is de mogelijkheid tot het opslaan van 4,5 miljoen exemplaren.
Vijf procent van de zaden in de opslagplaats, ongeveer 18.000 monsters met 500 zaden ieder, komen van het Centrum voor Genetische Bronnen van Nederland CGN, dat deel uitmaakt van de Universiteit van Wageningen.

## Bouw en ontwerp
De zadenbank ligt 120 meter diep in een berg van zandsteen op het eiland Spitsbergen en maakt gebruik van robuuste beveiligingssystemen. De zaden zijn verpakt in speciale pakketten en verzegeld om vocht eruit te houden. De instelling wordt beheerd door NordGen. Er is niet permanent personeel aanwezig.
De locatie werd gekozen omwille van een aantal factoren die het ideaal maken als locatie:
- Er is geen noemenswaardige tektonische activiteit.
- De locatie ligt ver weg van militaire conflictgebieden.
- Er is een permafrost, wat helpt voor de bewaring. Als de kunstmatige koeling uitvalt duurt het weken voordat de internationaal aangewezen standaardtemperatuur van –18 °C stijgt tot de omgevingstemperatuur van het gesteente van –4 °C.
- De ligging 130 m boven het zeeniveau betekent dat de locatie droog blijft, zodat de zaden ook veilig zijn als de zeespiegel door het smelten van de ijskappen stijgt.[5][6][7]

Een haalbaarheidsstudie, die aan de bouw voorafging, wees uit dat de meeste voedselgewaszaden in de opslagplaats gedurende honderden jaren kunnen worden bewaard. Voor sommige, waaronder een aantal belangrijke granen, kan dit zelfs enkele duizenden jaren zijn.
In 2017 ontstond er door smeltend ijswater waterschade in het gebouw. De opgeslagen zaden bleven ongedeerd.

## Opslag
De zaden worden door genenbanken uit vele landen geleverd, waaronder 18.000 monsters, met ieder 500 zaden van het CGN in Wageningen. De Nationale Plantentuin van België overweegt om haar zadencollectie van 211 wilde boonsoorten te leveren.
De wereldzadenopslag is een voorziening tegen het verlies van de diversiteit in traditionele genenbanken. Het gebeurt waarschijnlijk het meest, dat de bank wordt aangesproken wanneer nationale genenbanken monsters verliezen vanwege verkeerd beheer, ongelukken, toestellen die uitvallen, snoei in het budget en natuurrampen. Soms zijn het oorlogen die genenbanken verwoesten. De nationale zadenbank op de Filipijnen werd beschadigd door overstroming, gevolgd door een brand. De zadenbanken van Afghanistan en Irak zijn volledig verloren gegaan.

### Eerste gebruik
De eerste keer dat men beroep deed op de wereldzadenbank was in 2015. Door de Syrische Burgeroorlog was de zadenbank in Aleppo niet in staat om de opgevraagde zaden te leveren.

### Toegang tot de zaden
De monsters die in de opslagplaats liggen zijn kopieën van monsters uit de lokale genenbanken die ze leverden. Onderzoekers, plantentelers en andere groepen die toegang wensen tot zaadmonsters, kunnen deze niet rechtstreeks bij de zadenopslagplaats opvragen; zij moeten monsters opvragen bij de genenbanken waar ze vandaan kwamen. De monsters opgeslagen in de genenbanken zullen, in de meest gevallen, toegankelijk zijn in overeenstemming met de gebruiksvoorwaarden van het Internationaal verdrag over planten- en genetische bronnen voor voedselgewassen en landbouw, dat door een groot aantal landen en betrokken partijen werd goedgekeurd.
De zadenbank is eigenaar van het gebouw, maar de instantie die de zaden in veilige bewaring geeft blijft eigenaar van de inhoud van de kluis. Het in bewaring geven van zadenmonsters in Spitsbergen betekent niet dat er een legale overdracht is van genetisch bronmateriaal. Iedere leverancier tekent een overeenkomst in naam van Noorwegen met NordGen. De overeenkomst maakt duidelijk dat Noorwegen geen eigenaar van de opgeslagen zaden wordt en dat deze het eigendom van de leverancier blijven. Die heeft dan ook als enige het recht om deze monsters op te vragen uit de zadenbank. Niemand heeft toegang tot de zaden van anderen.

## Kunstwerk
Over de hele lengte van het dak van de opslagplaats en naar beneden toe tot aan de toegangsweg is er een verlicht kunstwerk, waardoor de opslagplaats al van ver is te zien. In Noorwegen moeten constructieprojecten gebouwd met publiek geld kunstwerken bevatten. KORO, het Noorse Staatsagentschap dat dit soort kunst overziet in de publieke ruimte, stelde de artiest Dyveke Sanne aan om de verlichting te installeren, die het noorderlicht accentueert. Het dak en de toegangen zijn met zeer spiegelend roestvrij stalen spiegels en prisma's opgevuld. De installatie reflecteert het noorderlicht, terwijl daarnaast een netwerk van 200 glasvezelkabels het stuk een groenachtig-turquoise en witte aanschijn geeft.

## Prijzen
- 6e plaats in Time's Best Inventions of 2008.[12]
- Lighting Prize for 2009 uit Noorwegen.[13]

## Verwijzingen en voetnoten
- Dit artikel of een eerdere versie ervan is een (gedeeltelijke) vertaling van het artikel Svalbard_Global_Seed_Vault op de Engelstalige Wikipedia, dat onder de licentie Creative Commons Naamsvermelding/Gelijk delen valt. Zie de bewerkingsgeschiedenis aldaar.
- (en)  Officiële website
- (en)  virtueel bezoek
- (no) (en)  Svalbard globale frøhvelv Svalbard Global Seed Vault, (pdf).
- Resource, tijdschrift van Universiteit van Wageningen. Resource, opkomen voor het levende erfgoed, 29 november 2007
- (en)  BBC. 'Doomsday' vault design unveiled, 9 februari 2007.
- (en)  Crop Trust
- (en)  NordGen. Exhibition: The most important room on Earth

1. ↑  (en)  BBC. Work begins on Arctic seed vault, 19 juni 2006.
2. ↑  (en)  BBC. 'Doomsday' seeds arrive in Norway, 31 januari 2008.
3. ↑  (en)  NBC. 'Doomsday' seed vault opens in Arctic, 27 februari 2008.
4. ↑  (en)  CropTrust.org. The Donors.
5. ↑  Kennislink. Zadenbank Spitsbergen: ijskoud en rampbestendig, 28 februari 2008.
6. ↑  't-Over-leven. De internationale zadenbanken van Spitsbergen
7. ↑  EenVandaag. Zadenbank onder het ijs, 26 februari 2008.
8. ↑  (en)  The Economist. Banking against Doomsday, 10 maart 2012.
9. ↑  Knack.be. Mensheid doet allereerste opname uit 'Ark van Noach' door oorlog in Syrië, 23 september 2015.
10. ↑  Het Nieuwsblad. Voor het eerst doet mensheid beroep op ‘Ark van Noach’, 25 september 2015.
11. ↑  (en)  Reuters. Syrian war spurs first withdrawal from doomsday Arctic seed vault, 21 september 2015.
12. ↑  (en)  Time. Best Inventions of 2008: The Global Seed Vault, 29 oktober 2008.
13. ↑  (en)  Regjeringen.no. Svalbard Global Seed Vault: Awarded the Norwegian Lighting Prize for 2009, 4 november 2009.